# Har Sanders

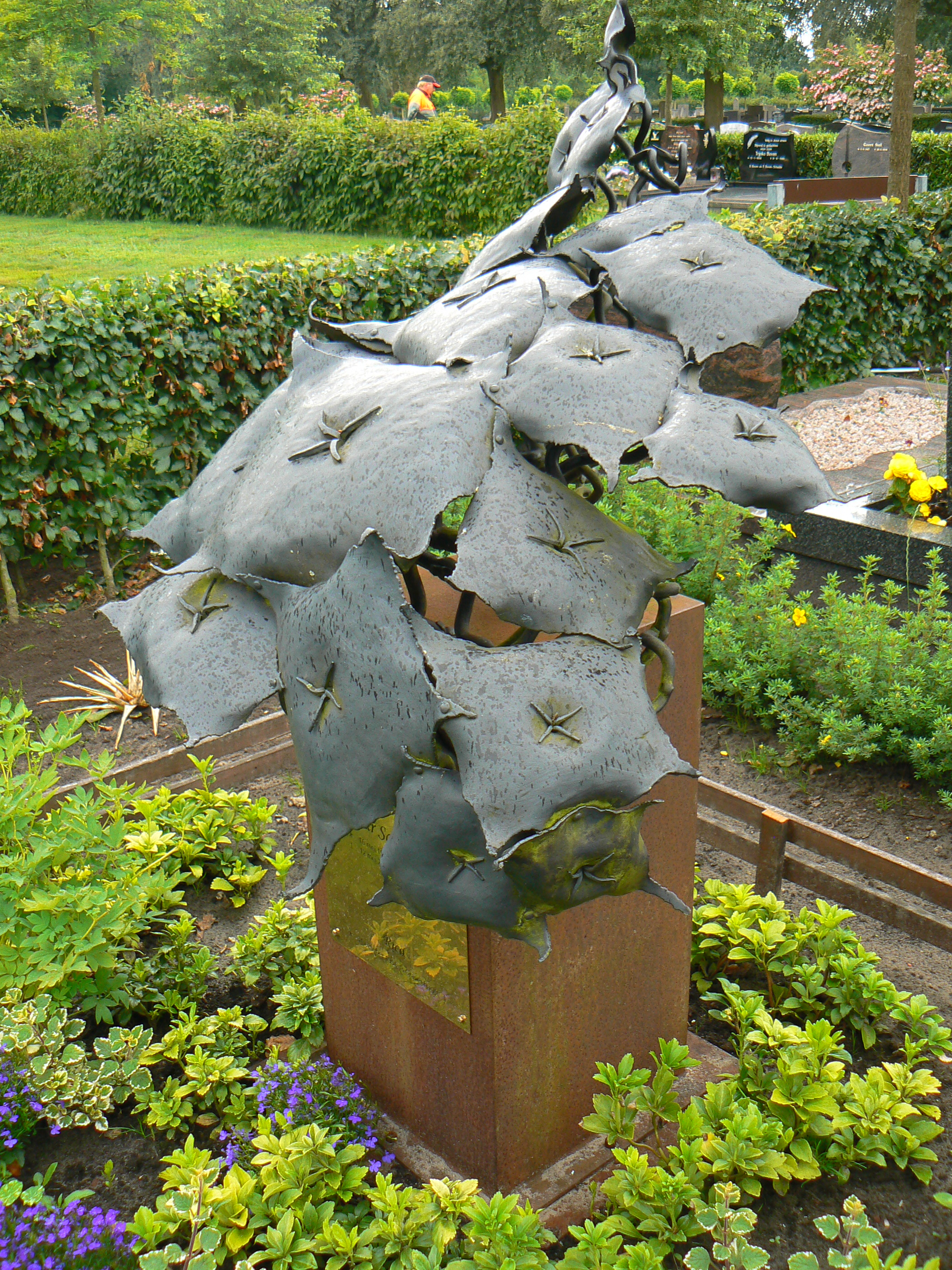
Rico (1956), eigen sculptuur op graf Har Sanders

Henri Bertus (Har) Sanders (Den Haag, 16 mei 1929 – Oude Pekela, 12 mei 2010) was een Nederlandse schilder, tekenaar en graficus.

## Leven en werk
Sanders volgde – na zijn vervangende dienstplicht in de Rijks Psychiatrische Inrichting in Eindhoven – van 1953 tot 1958 de avondopleiding aan de Koninklijke Academie van Beeldende Kunsten in Den Haag. Hij studeerde af in de richting 'illustratief'. Sanders, die tot 1959 in Den Haag woonde en werkte, volgde in 1959 in Waddinxveen nog de schilderklas van Kees Bol. Hij maakte onder andere zeefdrukken, schilderijen, tekeningen, linoleumsneden en etsen en was tot 1964 etaleur bij het warenhuisconcern Vroom en Dreesmann.
In 1965 verhuisde hij naar het Brabantse Stiphout. Hij was van 1964 tot 1973 docent tekenen aan de Akademie voor Industriële Vormgeving in Eindhoven en van 1980 tot 1986 docent schilderen aan de Haagse academie. Vanaf 1990 woonde Sanders achtereenvolgens in Exloërmond (1990-1992), Montignac-sur-Vézère (1992-1995), Bellingwolde (1995-2001),
Bad Nieuweschans (2001-2005) en ten slotte Oude Pekela (2005-2010).
Tijdens zijn vervangende dienstplicht ontmoette hij in 1950 mede-dienstweigeraar Frank Letterie, die hij stimuleerde om te gaan tekenen. Sanders en Letterie, die zich tot beeldhouwer had ontwikkeld, exposeerden in 2003 gezamenlijk in De Buitenplaats in Eelde.

## Theater 't Speelhuis
In oktober 2007 werd in het Helmondse Speelhuis een expositie geopend met het werk van Sanders. Ter gelegenheid hiervan verscheen het boekje "Har Sanders en Helmond". In de theaterzaal van het Speelhuis bevond zich een tentdoekschildering op de wand en het plafond van achthonderd vierkante meter, waardoor men zich in een tent waande. De schildering werd door Sanders in 1972 vervaardigd in samenspraak met de architect Piet Blom. Zijn monumentale werk in Theater 't Speelhuis te Helmond ging op 29 december 2011 door brand verloren.
Wat een schoonheid! Deze unieke zaal zorgde ervoor dat ik fan werd van Har Sanders. Het is een ludiek maar prachtig theater. Ik moet wel zeggen dat het een verschrikkelijk onhandig theater is en af en toe is het echt goochelen (Jenny Arean)
Sanders, die in 2009 werd benoemd tot ridder in de Orde van Oranje-Nassau overleed 12 mei 2010. Hij werd begraven op de Algemene Begraafplaats in Oude Pekela. Sanders is vooral bekend geworden als hedendaagse realist. Zijn werk bevindt zich onder andere in het Van Abbemuseum in Eindhoven, Boijmans van Beuningen in Rotterdam, Noordbrabants Museum in 's-Hertogenbosch en Museum Møhlmann in Appingedam.

## Tentoonstellingen (selectie)
- 2009 Møhlmann Museum, Appingedam, solotentoonstelling Har Sanders - 80 jaar zijn eigen weg en kleine solo tentoonstelling in Galerie 23 te Helmond
- 2008 Møhlmann Museum, Appingedam, groepstentoonstelling
- 2008 Realisme 2008, Galerie Petit, Amsterdam
- 2007 Realisme 2007,Galerie Petit, Amsterdam
- 2007 ’t Speelhuis, Helmond, solo tentoonstelling
- 2006 Museum Bellingwolde, duo tentoonstelling
- 2005 Galerie Petit, Amsterdam, solo tentoonstelling
- 2003 De Buitenplaats, Eelde, solo-expositie, overzichtstentoonstelling
- 2003 MMKArnhem/ ING, Arnhem, De Ontmoeting
- 2003 Kunstrai, Amsterdam
- 2002 Art Twente, Hengelo
- 2001 Nederlandse Paleiskunst ’t Stedelijk, Koningin Beatrix
- 2001 De Buitenplaats, Eelde, De Veelheid
- 2001 Galerie Wiekxx, Groningen, solotentoonstelling
- 2000 Kunstrai, Amsterdam
- 1999 Har Sanders 70 jaar, groot overzicht. Galerie Petit, Groningen
- 1999 Kunstrai, Amsterdam
- 1999 Boymans van Beuningen, Rotterdam
- 1998 Galerie Lamber, Valkenswaard
- 1997 Kunstrai, Amsterdam
- 1996 Galerie Petit
- 1995 Kunstrai, Amsterdam
- 1994 Fontys Hogeschool Eindhoven, aanbieding boek “Geen zee te hoog”
- 1992 Galerie Willy Schoots, Eindhoven
- 1989 Stedelijk museum Zutphen, groot overzicht
- 1988 Collection d’Art
- 1984 Collection d’Art
- 1983 Kritzraedthuis, Sittard
- 1982 MMKArnhem
- 1981 Collection d’Art, solotentoonstelling
- 1979 Collection d’Art, solotentoonstelling
- 1977 Dutch Art Fair 1977, Sonesta-Koepelzaal, Amsterdam
- 1977 Opdracht Gemeente Helmond voor wandschildering in Theater ’t Speelhuis, Helmond. Piet Blom architect.
- 1977 Veranneman, Kruishoutem, België
- 1976 Collection d’Art, solotentoonstelling
- 1974 Collection d’Art, solotentoonstelling
- 1973 Stedelijk Van Abbemuseum, Eindhoven, solotentoonstelling
- 1973 Van Reekumgalerij, Apeldoorn, solotentoonstelling
- 1973 Stedelijk Museum, Schiedam, solotentoonstelling
- 1972 Galerie Am Schonwasserpark, Krefeld, Duitsland, solotentoonstelling
- 1972 Galerie walther, Düsseldorf, Duitsland, solotentoonstelling
- 1972 Hella Nebelung, Düsseldorf, Duitsland, solotentoonstelling
- 1972 Max Lineman, Hamburg, Duitsland, solotentoonstelling
- 1972 Relativerend Realisme, Paleis van Schone Kunsten, Brussel, internationale groepstentoonstelling
- 1972 Relativerend Realisme, Jean Leering, Van Abbemuseum te Eindhoven, internationale groepstentoonstelling
- 1971 Nouvelles Images, Den Haag, solotentoonstelling
- 1968 De vijfjaarlijkse, Van Abbemuseum, Eindhoven
- 1967 Technische Hogeschool, Eindhoven, met eerste schilderij, solotentoonstelling
- 1965 Het ontvangershuis, Assen, tekeningen, solotentoonstelling
- 1963 Kunstzaal Van Stockem, Den Haag, tekeningen, solotentoonstelling
- 1957 Eerste expositie bij galerie Martinus Liernur te Den Haag, tekeningen, solo tentoonstelling

Har Sanders/ stipendia, bekroningen en docentschappen
- 1988/80 Docent aan de Koninklijke Academie, Den Haag.
- 1986 Reisbeurs Ministerie van WVC, werkreis naar Spanje en Portugal.
- 1984 Reisbeurs Ministerie van WVC, werkreis naar Spanje en Portugal.
- 1976 Bekroond voor de inzending op de vierde Internationale Grafiek Biennale, Frechen, Duitsland
- 1974 1e prijs Gouden medaille Internationale Grafiek Biennale, Florence, Italië
- 1974 2e Prijs Derde Internationale Grafiek Biennale, Frechen, Duitsland
- 1971 Stipendium Ministerie van C.R.M
- 1970 Stipendium Ministerie van C.R.M
- 1968 Reisbeurs van C.R.M voor de Provence, Frankrijk
- 1964/73 Docent tekenen, schilderen Akademie voor Industriële Vormgeving Eindhoven
- 1963 Aanmoedigingsprijs van de stad Gouda, Gouda, tekeningen, solotentoonstelling
- 1948/51 Dienstweigeraar, na vier maanden Huis van Bewaring te Arnhem, verricht hij vervangende dienstplicht in de Rijks Psychiatrische Inrichting de Grote Beek te Eindhoven, wordt op eigen verzoek overgeplaatst naar Kamp Vledder waar hij nog een jaar lang grond ontgint.